# Antonio Soler
Antonio Francisco Javier José Soler Ramos, bekend als pater (padre) Antonio Soler, (Olot, provincie Girona in Catalonië, 3 december 1729 (gedoopt) - Madrid El Escorial, 20 december 1783) was een Spaans componist. Zijn werk beslaat een periode die begint in de late barokmuziek en doorloopt tot in de vroege classicistische periode. Soler werd bekend door zijn sonates voor klavier (klavecimbel, fortepiano en orgel) die een bekend onderdeel vormen van het repertoire voor die instrumenten.

## Leven

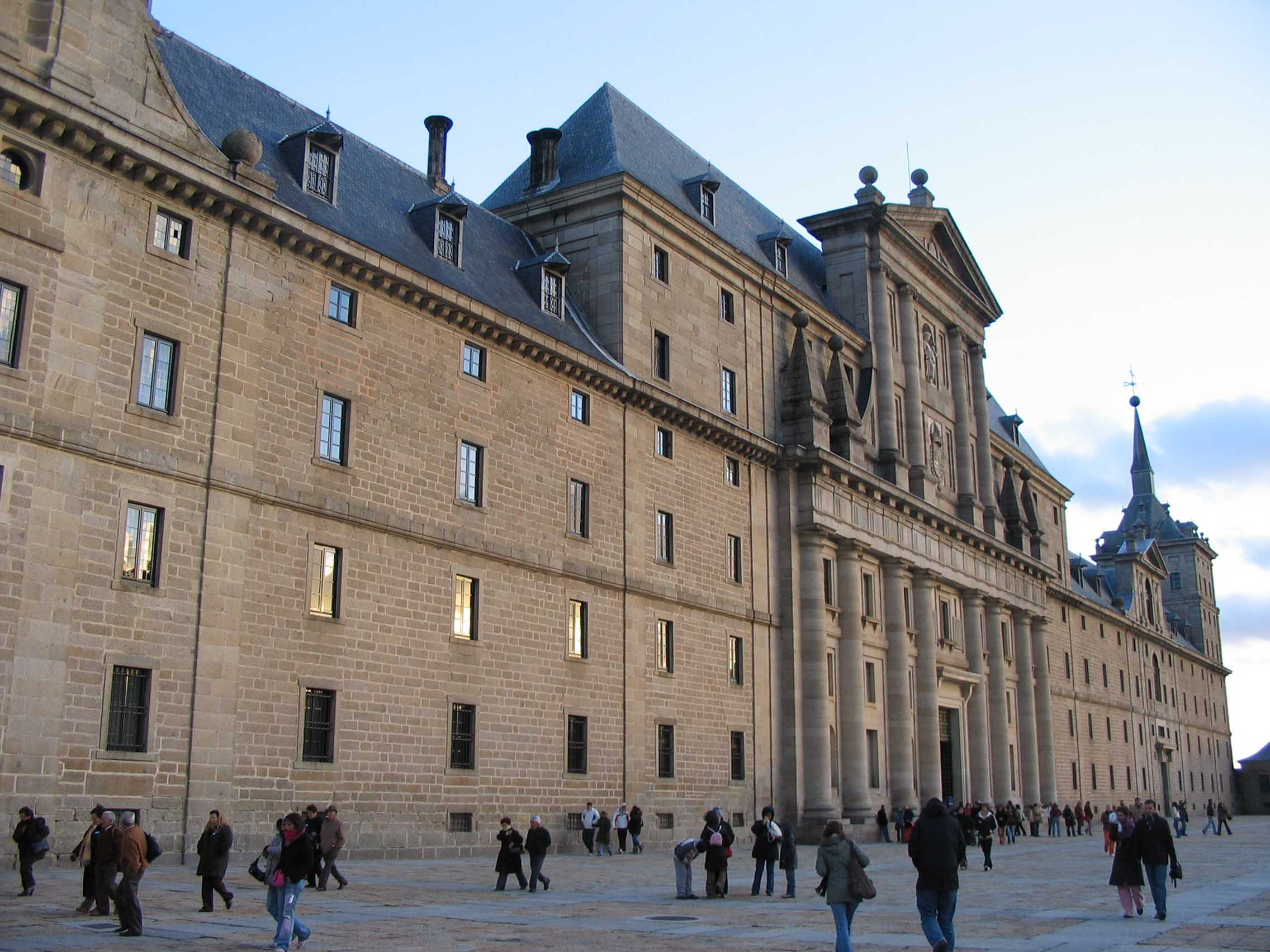
Het klooster in El Escorial waar Soler een groot deel van zijn leven doorbracht

Soler werd op zesjarige leeftijd toegelaten tot de koorschool van het klooster van Montserrat, waar hij van de organist Benito Esteve les kreeg. In 1744 werd hij benoemd als organist en onderdeken aan de kathedraal in La Seu d'Urgell. Later in zijn leven werd hij kapelmeester in Lleida en El Escorial.
Soler deed zijn communie toen hij 23 was en leefde gedurende de volgende 31 jaren erna een kloosterbestaan als novice/monnik nabij El Escorial. Hij vulde 20 uur per dag met gebed, bezinning en landbouwwerk - een eenvoudig en onopvallend leven. Toch produceerde Soler in deze periode ook meer dan 500 muziekwerken, waaronder 150 sonates voor klavier. Men neemt tegenwoordig aan dat deze geschreven zijn voor zijn leerling Infante Don Gabriel, een zoon van koning Carlos III. De overige werken bevatten onder andere kerstliederen (villancicos) en Latijnse kerkmuziekwerken waaronder missen. Er zijn geen portretten of afbeeldingen van Soler bekend.

## Composities
Padre Solers bekendste werken zijn sonates, vergelijkbaar met de sonates van Domenico Scarlatti (bij wie Soler wellicht ook gestudeerd zou hebben). Echter, de vorm van Solers werken is gevarieerder, waarbij sommige sonates uit drie of vier delen bestaan. Samuel Rubio catalogiseerde begin twintigste eeuw de werken van Soler, waarbij elk werk een R-catalogusletter meekreeg.
Soler schreef ook concertos, kwintetten voor orgel en strijkers, motetten, missen en stukken voor orgel solo. Verder schreef hij een verhandeling: Llave de la modulación (De sleutel tot modulatie, 1762).
Solers Zes concerten voor twee orgels worden nog regelmatig vertolkt en opgenomen. Van een bekende fandango die ooit aan Soler is toegeschreven, wordt de echtheid betwijfeld.

## Discografie (selectie)
- Opnamen van uitsluitend werken van Soler
  - Soler: 8 Sonatas, Fandango. Klavecimbel, Nicolau de Figueiredo. Passacaille 943
  - Soler: Fandango, 9 Sonatas. Klavecimbel, Scott Ross. Erato
  - Soler: Fandango & Sonatas. Klavecimbel, David Schrader. Cedille 004
  - Soler: Harpsichord Sonatas, vol. II. Klavecimbel, David Schrader. Cedille 009
  - Soler: Sonatas. Piano, Elena Riu. Ensayo 9818
  - Soler: Complete Harpsichord Works. Klavecimbel, Bob van Asperen (12 disks). Astrée
  - Soler: Sonatas para piano. Piano Alicia de Larrocha. EMI CLASSICS
  - Soler: Los 6 Quintetos para clave y cuerda. Klavecimbel, Genoveva Gálvez & strijkkwartet Agrupación Nacional de Música de Cámara. EMI CLASSICS
  - Soler: Sonatas for Harpsichord. Klavecimbel, Gilbert Rowland. Groot cd-project op Naxos Records.
  - Soler: Six Concertos for Two Keyboard Instruments. 2 Klavecimbels, Kenneth Gilbert and Trevor Pinnock. Archiv Produktion 453171-2
  - Soler: 19 Sonatas. Klavecimbel, Anna Malikova. Classical Records CR-049
  - Soler: Harpsichord Sonates, vol I. Klavecimbel, Pieter-Jan Belder. Brilliant Classics 93758
- Opnamen van werken van Soler en andere componisten
  - Favourite Spanish Encores. Piano, Alicia de Larrocha o.l.v. dirigent R. Frühbeck de Burgos en het Royal Philharmonic Orchestra. London/Decca Legends 467687
  - Grandes Pianistas Españoles. Piano, Alicia De Larrocha. Rtve 65235
  - Piano Español. Piano, Jorge Federico Osorio. Cedille 075
  - The Emperor's Fanfare. Orgel, Michael Murray op zijn orgelblaster-cd.